# 11 Ursae Minoris
11 Ursae Minoris (Jota Ursae Minoris) är en röd jätte som ingår i stjärnbilden Lilla björnen. Den är av den skenbara ljusstyrkan +5,02, vilket gör den nätt och jämnt synlig för blotta ögat. Den befinner sig på ungefär 400 ljusårs avstånd från jorden. Den kallas ibland Pherkad Minor, vilket anspelar på Pherkard ”Major”, Gamma Ursae Minoris.
I augusti 2009 upptäcktes en planet vid 11 UMi. Exoplaneten har beteckningen 11 Ursae Minoris b och en beräknad massa 10,50 ± 2,47 jupitermassor. Omloppstiden är 516,22 ± 3,25 dygn och en halv storaxel på 1,54 ± 0,07. Excentriciteten är 0,08 ± 0,03.